# Raúl Rota
Pour les articles homonymes, voir Rota.
Rota i Rus est un nom catalan. Le premier nom de famille, paternel, est Rota ; le second, maternel, souvent omis, est Rus ; les deux sont fréquemment liés par la conjonction « i ».
Raúl Rota Rus,, né le 18 novembre 1999 à Sabadell, est un coureur cycliste espagnol. Il évolue au sein de l'équipe Rádio Popular-Paredes-Boavista depuis 2023. 

## Biographie
Raúl Rota est originaire de Sabadell, une commune située dans la province de Barcelone (Catalogne). Il est le fils de Ramón Rota, un ancien cycliste professionnel au sein de la formation Kelme. Son petit frère Óscar pratique également ce sport en compétition. 
Il commence le cyclisme par le VTT à l'âge de quatre ou cinq ans. Il joue ensuite temporairement au futsal, pratique la natation et le water-polo, avant de choisir définitivement le cyclisme. Jusqu'en catégorie cadets (moins de 17 ans), il évolue au CC Ca n'Anglada de Terrassa. En 2017, il s’impose sur une manche de la Coupe d'Espagne juniors (moins de 19 ans)
Entre 2018 et 2021, il court chez Lizarte, réserve de la formation Kern Pharma. Décrit comme un bon sprinteur, il se distingue lors de sa dernière saison en obtenant deux victoires et diverses places d'honneur, notamment en Coupe d'Espagne amateurs. Il se classe par ailleurs huitième du championnat d'Espagne sur route espoirs (moins de 23 ans). Malgré ces résultats, il n'est pas recruté par Kern Pharma. 
Il passe finalement professionnel en 2022 au sein de l'équipe Manuela Fundación. Sa nouvelle équipe connait cependant de graves problèmes financiers dès le mois de mars. Il ne dispute que douze courses inscrites au calendrier de l’UCI, sans obtenir de résultat notables. En fin d'année, la Manuela Fundación est dissoute. Raúl Rota trouve néanmoins refuge au sein de la formation portugaise Rádio Popular-Paredes-Boavista en 2023.

## Palmarès et résultats

### Palmarès par année
- 2017
  - 1rea étape du Circuito Cántabro Junior
  - 1re étape du Tour de Pampelune[7]
  - Trofeo Ayuntamiento de Peñafiel
- 2018
  - 2e du Mémorial Agustín Sagasti
  - 3e du Mémorial José María Anza
- 2019
  - 1re étape du Tour de Zamora (contre-la-montre par équipes)
- 2021
  - Trofeu Joan Escolà
  - Prueba Alsasua
  - 3e du Gran Premio Primavera de Ontur
  - 3e du Tour d'Estrémadure

### Classements mondiaux
| Année           | 2021   |
| --------------- | ------ |
| UCI Europe Tour | 1 561e |